# Kristine Nitzsche
Kristine Nitzsche (Leipzig, 1 de junio de 1959) es una exatleta alemana, nacida en la antigua Alemania Oriental que compitió en el pentatlón y en el salto de altura. Ganó en varios eventos en el Campeonato de Europa Junior de 1977. En el Campeonato Europeo de 1978 ganó la medalla de bronce en el pentatlón y terminó undécima en el salto de altura. Representó al equipo deportivo de la SC Cottbus y ganó la medalla de plata en los campeonatos de Alemania Oriental de 1979. Su mejor salto fue de 1,95 metros, logrado en julio de 1979 en Schielleiten. Actualmente está retirada de este deporte.